# Герштенцвейг, Владимир Каэтанович
Владимир Каэтанович Герштенцвейг (1873 — 1914) — русский военный деятель, полковник. Герой Первой мировой войны, погиб в бою.

## Биография
В 1891 году после окончания кадетского корпуса вступил в службу. В 1892 году после окончания Павловского военного училища по I разряду произведён в подпоручики и выпущен в Апшеронский 81-й пехотный полк. В 1896 году произведён в поручики.
В 1900 году произведён в штабс-капитаны — командовал ротой и сотней. С 1900 года участник Китайской компании, был ранен.
С 1904 года капитан, участник Русско-японской войны, командовал ротой, был ранен. За боевые отличия в период войны был награждён орденами Святого Станислава 3-й степени с мечами и бантом 2-й степени с мечами, Святой Анны 4-й степени «За храбрость»,  3-й степени с мечами и бантом и 2-й степени с мечами.
С 1906 года офицер-воспитатель Ташкентского кадетского корпуса. В 1908 году произведён в подполковники. С 1913 года командир батальона Измаильского 189-го пехотного полка. С 1914 года полковник, участник Первой мировой войны в составе Рымникского 192-го пехотного полка, командовал батальоном и старшим офицером полка. 24 сентября 1914 года погиб в бою, Высочайшим приказом от 9 июля 1916 года исключён из списков убитым в бою с неприятелем.

Высочайшим приказом от 13 января 1915 года за храбрость награждён орденом Святого Георгия 4-й степени:
За то, что в бою 17 августа 1914 г. у села Дрищева, будучи начальником боевого участка, личным примером мужества и храбрости много способствовал стремительному наступлению полка, причем со своим батальоном захватил 4 неприятельских орудия

## Награды
- Орден Святого Станислава 3-й степени с мечами и бантом (ВП 1904)
- Орден Святой Анны 4-й степени «За храбрость» (ВП 1904)
- Орден Святой Анны 3-й степени с мечами и бантом (ВП 1904)
- Орден Святого Станислава 2-й степени с мечами (ВП 1904)
- Орден Святой Анны 2-й степени с мечами (ВП 1904)
- Орден Святого Владимира 4-й степени (ВП 06.12.1913)
- Орден Святого Георгия 4-й степени (ВП 13.01.1915)